# 塞貝奇夫
50°26′35″N 24°7′25″E / 50.44306°N 24.12361°E
塞貝奇夫（羅馬化：Sebechiv）是烏克蘭西部的村莊，隸屬利維夫州的舍普季茨基區。該村處於塞貝奇夫卡河畔，面積2.97平方公里，海拔高度210米，2001年人口781。